# Teste de míssil antissatélite chinês de 2007

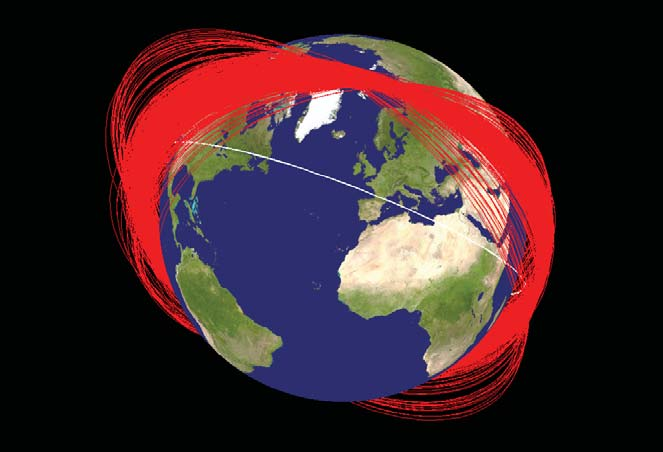
Planos de órbita conhecidos dos destroços do satélite Fengyun 1C, um mês depois da sua destruição (órbitas exageradas para melhor visualização).

O Teste de míssil antissatélite chinês de 2007, foi um evento conduzido pela China em 11 de Janeiro de 2007, onde um satélite meteorológico, o FY-1C em órbita polar, a uma altitude de 865 km e com 750 kg de massa foi destruído por um veículo/projétil cinético trafegando a uma velocidade de 8 km/s na direção contrária